# أزادي (صحيفة)
أزادي (بالإنجليزية: Azadi)‏ صحيفة بنغلادشية نشرت في شيتاغونغ، بنغلادش. نشرت صحيفة أزادي أول مرة في 5 سبتمبر/أيلول 1960. كانت الصحيفة داعمة لحركات الحكم الذاتي المختلفة ومناصرة للديمقراطية في باكستان الشرقية. أدرجت في القائمة السوداء من قبل الحكومة الباكستانية ومنعت من استلام الإعلان الحكومي. توقّفت عن النشر مدة ثلاثة أشهر أثناء حرب تحرير بنغلادش.